# Théâtre de l'Aquarium
Résidence
Le Théâtre de l'Aquarium est installé sur le site de La Cartoucherie dans le bois de Vincennes dans le 12e arrondissement de Paris. Il jouxte les autres théâtres de La Cartoucherie : le Théâtre du Soleil, le Théâtre de la Tempête, le Théâtre de l'Épée de Bois et l'Atelier de Paris / CDCN.

## Historique

### 1965, création de la troupe Théâtre de l'Aquarium
Le Théâtre de l'Aquarium - nommé ainsi en référence au jardin intérieur de l'école ainsi baptisé par les étudiants - est d'abord une troupe universitaire formée uniquement de normaliens réunis autour de Jacques Nichet à l'E.N.S.. Les étudiants souhaitaient alors renouveler la mise en scène universitaire à travers des nouvelles interprétations de textes et des recherches scéniques. La troupe s'agrandit par la suite pour accueillir des étudiants d'autres E.N.S. et s'ouvre vers un public non-universitaire. 
Quelques-unes des pièces mises en scène à l'époque sont : Les Grenouilles d'Aristophane (1965, mise en scène de Jacques Nichet, dans une traduction originale de Victor Henri Debidour), Et les chiens de taisaient (1965, création d'après Aimé Césaire), Monsieur de Pourceaugnac (1965-66, réinterprétation d'après Molière), Tatiana Repina (d'après Anton Tchekhov)... 
À l'époque, la troupe se présente ainsi : 
"Littéraires, scientifiques, venus de St-Cloud ou de Sèvres, de Fontenay-aux-Roses ou de la rue d'Ulm, nous travaillons dans l'esprit de la Fédération Nationale du Théâtre Universitaire : gardant l'anonymat, nous évitons de plagier les professionnels, et nous recherchons un style nouveau ou un répertoire original".
Après la création de L'héritier ou les étudiants pipés - jouée pendant les révoltes de mai 68, elle traite des inégalités sociales dans l'enseignement supérieur - la troupe est remarquée pour ses Guerres picrocholines (d'après Rabelais), spectacle pour lequel Jean-Louis Benoit rejoint la troupe.  En 1967, applaudie par la presse, la pièce mène le Théâtre de l'Aquarium au Théâtre du Vieux-Colombier à Paris puis en Amérique latine en 1969. À son retour, la compagnie est en partie dissoute et, désirant se professionnaliser, elle s'ouvre à de jeunes acteurs comme Didier Bezace.

### Au début des années 1970, le Théâtre de l'Aquarium s'installe à la Cartoucherie
Fin des années 1960, début des années 1970, n'ayant pas de statut et pas de soutien, le Théâtre de l'Aquarium est en difficulté. Une réforme du fonctionnement de la troupe est mise en place fin 1972 par Jacques Nichet qui devient alors l'animateur-metteur en scène. 
"Personne n'est employé par personne, les risques sont partagés, salaire identique, droit de contrôle et de critique, droit de choix du répertoire. (...) Voilà donc le but que je fixe à l'Aquarium : un nouvel apprentissage du monde, voir autrement les rapports des hommes entre eux. Cet "Autrement" (...) c'est le désir de se renouveler, de renouveler les autres en présentant l'inconnu sous le connu, l'insolite sous le banal, l'instabilité sous la stabilité, le rêve sous le prosaïque, la contradiction sous l'inédit". - Jacques Nichet
 

En mutation et à la recherche d'un lieu, la troupe finit par s'installer en 1972 à la Cartoucherie de Vincennes sur les encouragements d'Ariane Mnouchkine et de Jean-Marie Serreau, déjà sur place. Pendant plusieurs mois, menée par Jacques Nichet, Jean-Louis Benoît et Didier Bezace, la troupe transforme de ses mains la longue nef de 50 mètres en théâtre ouvert à de multiples possibilités scénographiques. 
"En s'installant à la Cartoucherie, le Théâtre de l'Aquarium choisit à son tour de garder sa liberté en ne dépendant que de lui-même pour le choix et le rythme de ses productions, mais s'engage également dans le périlleux processus consistant à être "condamné au succès" pour pouvoir vivre".
Durant les années 1970, la troupe pratique principalement la création collective (sous le regard synthétiseur de Jacques Nichet) : il s'agit de créer des spectacles à partir d'improvisations, réécrites par l'ensemble de la troupe. Il n’est plus question de mettre les classiques à la portée de tous, ni même d’en proposer une « lecture » originale, mais de créer un théâtre nouveau, immédiat et visuel, en prise directe avec l’actualité, s’écrivant à partir de multiples improvisations nourries de documents, d’interviews et de longues enquêtes sur le terrain. Parmi les spectacles réalisés à l'époque : Gob ou le journal d'un homme normal (1973),  Marchands de ville - sur les grandes restructurations urbaines et contre les expulsions abusives (1972), ou encore La jeune lune tient la vieille lune toute une nuit dans ses bras - sur les occupations d'usines (1976). 
Comme les autres théâtres de la Cartoucherie, l’Aquarium fonctionne dans une grande précarité économique : si les subventions permettent bon an mal an de répéter et créer un spectacle, ce sont le seul succès public et les tournées qui décident de sa viabilité dans le temps.

### Les années 1980 et l'évolution du collectif
Durant les années 1980, Jean-Louis Benoît, Didier Bezace et Jacques Nichet signent les spectacles, conçus très souvent en collaboration mais de moins en moins collectivement, et de plus en plus à partir de textes préexistants (souvent non théâtraux) : Flaubert (mise en scène de Jacques Nichet, 1980), Un conseil de classe très ordinaire  (mise en scène de Jean-Louis Benoît, 1981), Correspondance (mise en scène de Jacques Nichet, 1982), Histoires de famille (mise en scène de Jean-Louis Benoît, 1983), Les heures blanches (adaptation de Didier Bezace et Jacques Nichet, 1985). 
Peu à peu, le collectif militant des débuts perd de son évidence, et bon nombre des membres de la troupe choisissent d’aller réinventer ailleurs leur parcours artistique.
En 1986, Jacques Nichet quitte le Théâtre de l’Aquarium pour aller diriger le Théâtre des Treize Vents, Centre dramatique national de Montpellier Languedoc-Rousillon.
Jean-Louis Benoit et Didier Bezace continuent à travailler côte à côte, ou du moins tour à tour : Benoît signe entre autres Le procès de Jeanne d’Arc, veuve de Mao Tsé Toung, La peau et les os, La nuit, La télévision et la guerre du Golfe, Les ratés, Les vœux du président, Une nuit à l’Élysée, Henry V, Conversation en Sicile, tandis que Bezace met en scène Héloïse et Abélard, Jours tranquilles en Champagne, Emmanuel et ses ombres - Le piège, Marguerite et le Président, La femme changée en renard, La noce chez les petits bourgeois et Grand peur et misère du Troisième Reich, Péreira prétend, etc.
Durant ces années, le Théâtre de l'Aquarium accueille aussi des spectacles extérieurs ou créés in situ (comme ceux de Jean-Pierre Wenzel, Jean-Louis Hourdin, Chistian Schiaretti, Catherine Anne, Claude Yersin, Frédéric Bélier-Garcia...). 
Didier Bezace prend la direction du Théâtre de la Commune (CDN d’Aubervilliers) en 1997, et Jean-Louis Benoît part à La Criée (CDN de Marseille) en 2001.

### 2002, Julie Brochen à la direction du Théâtre de l'Aquarium

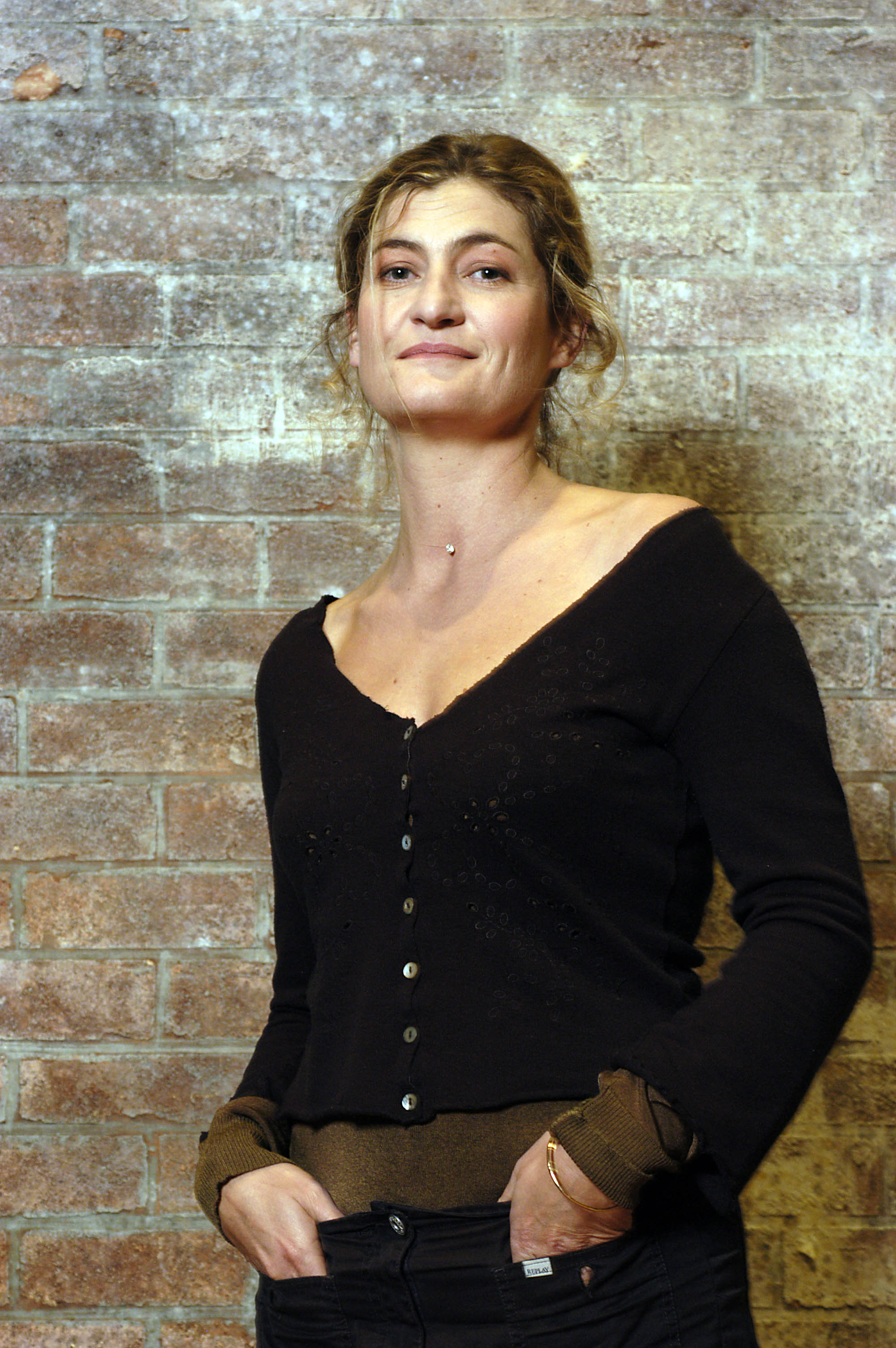
Julie Brochen, metteure en scène et directrice de l'Aquarium de 2002 à 2008

Catherine Tasca, ministre de la Culture, choisit alors Julie Brochen en janvier 2002 pour succéder au Théâtre de l’Aquarium. 
Elle y met en scène notamment Oncle Vania (2003),, Le cadavre vivant, Hanjo, L’histoire vraie de la Périchole, L’Échange. 
En 2008, Julie Brochen est nommée à la tête du Théâtre National de Strasbourg.

### De 2009 à 2019, le metteur en scène François Rancillac a dirigé le Théâtre de l'Aquarium
Christine Albanel, ministre de la Culture, choisit pour lui succéder François Rancillac, le 10 mars 2009. 
François Rancillac développe un projet axé sur création et transmission. Outre les créations maison, il invite d'autres compagnies à créer leurs spectacles à l'Aquarium. 
Parallèlement, un travail est mené auprès des publics amateurs, adolescents, apprentis-comédiens... Les saisons sont thématiques : (En)Quête en 2013-2014, Le Chant des possibles en 2014-2015.

### 2019, la vie brève prend la direction du Théâtre de l'Aquarium jusqu'en 2024
Fondée en 2009 à Paris par Jeanne Candel et co-dirigée de 2013 à 2020 avec Samuel Achache, la vie brèveest un « ensemble » d’acteurs-actrices, musiciens-musiciennes, metteurs en scène-metteuses en scène, scénographe, costumiers-costumières, techniciens-techniciennes.
En juillet 2019, Jeanne Candel avec la vie brève[1] prend la direction du Théâtre de l'Aquarium aux côtés de Marion Bois et Élaine Méric. Le Théâtre de l’Aquarium devient une maison de création pour la musique et le théâtre entremêlés. « Faire swinguer dans tous les recoins » est son leitmotiv. Artistes associés, acteurs-musiciens-chanteurs, compagnies en résidence travaillent à faire vibrer cet instrument résonateur. Une ressourcerie et un atelier dédiés à l’éco-conception y contribuent. Le public est invité deux fois par an, en hiver et au printemps, au Festival Théâtre et Musique BRUIT, et plus ponctuellement à des événements publics.